# Holcosus septemlineatus
Holcosus septemlineatus — вид ящірок родини теїдових (Teiidae). Мешкає в Колумбії і Еквадорі.

## Поширення і екологія
Holcosus septemlineatus мешкають в Еквадорі на захід від Анд, а також в департаментах Каука і Нариньйо на південному заході Колумбії. Вони живуть в сухих і вологих тропічних лісах та на плантаціях. Зустрічаються на висоті до 1400 м над рівнем моря.